# سام غروس
سام غروس (بالإنجليزية: Sam Gross)‏ هو رسام كارتون أمريكي، ولد في 7 أغسطس 1933 في ذا برونكس في الولايات المتحدة.

## وصلات خارجية
- سام غروس على موقع IMDb (الإنجليزية)